# Abd-ad-Dayyan (nom)
Abd-ad-Dayyan és un nom masculí teòfor àrab islàmic (àrab: عبد الديان, ʿAbd ad-Dayyān) que literalment significa ‘Servidor del Remunerador’ o ‘Servidor del Jutge’, essent «el Remunerador» o «el Jutge» un atribut de Déu. Si bé Abd-ad-Dayyan és la transcripció normativa en català del nom en àrab clàssic, també se'l pot trobar transcrit Abdul Diaan... normalment per influència de la pronunciació dialectal o seguint altres criteris de transliteració. Com a teòfor, també el duen musulmans no arabòfons que l'han adaptat a les característiques fòniques i gràfiques de la seva llengua.